# Anthrenus ussuricus
Anthrenus ussuricus is een keversoort uit de familie spektorren (Dermestidae). De wetenschappelijke naam van de soort werd in 1988 gepubliceerd door Zhantiev.